# Українське (Орільський старостинський округ)
Українське (до 1959 — Велика Яблочина, у 1959—2016 — Петрі́вське) — село в Україні, у Лозівському районі Харківської області. Населення становить 562 осіб. До 2020 орган місцевого самоврядування — Орільська селищна рада.

## Географія
Село знаходиться на лівому березі Орільського водосховища (річка Орілька і Канал Дніпро — Донбас). Вище за течією на відстані в 2,5 км розташоване село Олександрівка Перша (нежиле), нижче за течією на відстані 1 км розташоване село Шугаївка, на протилежному березі — село Красна Гірка (Красноградський район).

## Економіка
- Птахо-товарна ферма.